# Bolzplatz Heroes
Bolzplatz Heroes war eine 2003 gegründete deutsche Musikgruppe aus München, deren Mitglieder größtenteils parallel bei Indie-Rock-Bands der Umgebung spielten.

## Geschichte
Die Band gründete sich 2003. Drei der vier Mitglieder der Band spielten schon in anderen Bands: Florian Weber spielte bei Sportfreunde Stiller Schlagzeug, Markus Schäfer hatte Cosmic Casino gegründet und Martin Messerschmid spielte in der Zeit der Bandgründung Schlagzeug bei The Notwist und war ab 2006 Schlagzeuger bei der Band Schweisser. Das vierte Mitglied, Jörg Weber, war der Bruder von Florian Weber und hauptberuflich Dozent an einer Musikhochschule. Der Name fiel Florian und Markus im Atomic Café in München in betrunkenem Zustand ein. Schäfer dazu: „Wir fanden das lustig, wenn man das bayrisch/englisch ausspricht.“ Eine Grundidee der Mitglieder war, dass niemand dasselbe Instrument wie in seiner Hauptband spielen solle, was dann aber nur für Sänger Weber und Gitarrist Schäfer realisiert wurde.
Da die Mitglieder der Band bei deren Gründung parallel mit ihren jeweiligen Hauptbands beschäftigt waren, dauerte es drei Jahre, bis das Album Bolzplatz Heroes erschien. Es wurde von Bassist Weber produziert.
Nach 2006 ist die Band nicht mehr in Erscheinung getreten. Florian Weber ist seitdem neben seiner Tätigkeit bei den Sportfreunden Stiller als Autor, Radiomoderator und DJ beschäftigt, letzteres zusammen mit Markus Schäfer als „Seattle Sound System“.

## Stil und Rezeption
Die Süddeutsche Zeitung verortet die musikalischen Vorbilder der Band in der Zeit um 1990 in Form von Rock- und Post-Hardcore-Bands wie Quicksand, Helmet oder Fugazi. Die Band selbst gibt denn auch Quicksand und Helmet als Einflüsse an, verweist aber darauf, dass sich der Stil des Albums im Laufe des Kreativprozesses verändert habe und insbesondere durch Bassist Weber, der einen Hintergrund als Jazzmusiker hat, weiterentwickelt wurde. Der Berliner Tagesspiegel bezeichnete die Band als „eine Art Spaßkapelle nach Feierabend“, allerdings vor dem Hintergrund, dass es sich um professionelle Musiker handele. Die Zeitung fühlte sich von der Musik des Albums der Band „an alte Zeiten“ in Jugend- oder Rockclubs erinnert und warnte, dass die Musik erst nach mehrmaligem Konsum gefalle.

## Diskografie
- 2006: Bolzplatz Heroes (Universal)